# D. J. Cotrona

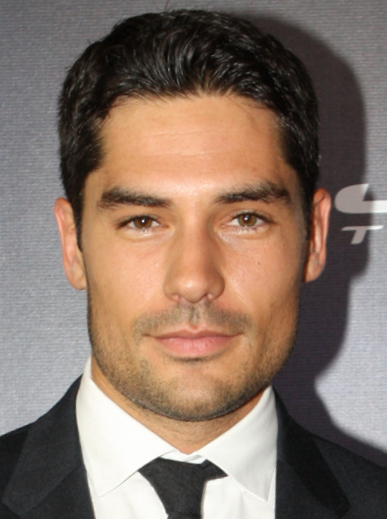
D. J. Cotrona bei der australischen Premiere von G.I. Joe – Die Abrechnung (2013)

Donald Joseph „D. J.“ Cotrona (* 23. Mai 1980 in New Haven, Connecticut) ist ein US-amerikanischer Schauspieler, der international durch die Rolle des Flint in G.I. Joe – Die Abrechnung bekannt wurde.

## Leben
D. J. Cotrona wurde am 23. Mai 1980 als Sohn der Lehrerin Sheree und dem Recyclingunternehmer Donald Cotrona in New Haven, Connecticut, geboren. Er ist italienisch-polnischer Abstammung und seine Familie hat deutsche, ungarische, österreichische und englische Wurzeln. Cotrona wollte Rechtsanwalt werden und studierte an der Northeastern University in Boston. Als er ein Sommer-Praktikum in einer Anwaltskanzlei machte, erkannte er, dass ihm der Beruf nicht lag. Er wechselte im zweiten Jahr in die Schauspielerei. Nach einem Besuch bei einem Freund in Los Angeles während des Spring Break kehrte er nicht mehr ans College zurück.

## Karriere
Seine Schauspielkarriere begann er im Mai 2003 mit einer Gastrolle in Law & Order: Special Victims Unit. Daraufhin sprach er für die Rolle des Ryan Atwood in O.C., California vor, die dann jedoch an Ben McKenzie ging. Kurze Zeit später erhielt Cotrona die männliche Hauptrolle des Adam Roam in der ebenfalls von Fox produzierten Drama-Fernsehserie Skin. Jedoch wurde die Jerry-Bruckheimer-Serie nach acht Folgen abgesetzt.
2004 erhielt er eine Rolle in der Pilotfolge von Hollywood Division, die allerdings danach nicht weiter produziert wurde. Daraufhin drehte er den Film Venom – Biss der Teufelsschlangen, in dem er die Rolle des Sean verkörperte. 2006 war er in dem Film Love Is the Drug als Lucas Mitchell zu sehen, der auf dem Slamdance Film Festival 2006 Premiere hatte. Von Juni bis August 2006 verkörperte er die Hauptfigur des Sean Mathers in der kurzlebigen NBC-Fernsehserie Windfall.
Im Jahr 2007 erhielt er die Chance, die Rolle des Superman in dem geplanten Spielfilm Justice League: Mortal zu übernehmen. Das Projekt wurde aber aufgrund des Autorenstreikes 2007/2008 auf Eis gelegt. Daraufhin legte er eine Pause von knapp drei Jahren ein. Sein Comeback feierte er 2010 mit der Nicholas-Sparks-Verfilmung Das Leuchten der Stille. Daraufhin erhielt er die Hauptrolle des John Stone in der ABC-Polizeiserie Detroit 1-8-7. Dort war er von 2010 bis 2011 in insgesamt 16 Episoden zu sehen, bevor seine Figur den Serientod fand.
Sein internationaler Durchbruch gelang ihm 2013 mit der Rolle des Flint in dem Actionfilm G.I. Joe – Die Abrechnung, der Fortsetzung zu G.I. Joe – Geheimauftrag Cobra (2009). Ab März 2014 ist er in der Rolle des Seth Gecko in der von Robert Rodriguez entwickelten Serie From Dusk Till Dawn: The Series zu sehen, die auf dem gleichnamigen Spielfilm aus dem Jahr 1996 basiert.

## Filmografie (Auswahl)

### Als Schauspiele
- 2003: Law & Order: Special Victims Unit (Fernsehserie, Folge 4x23)
- 2003–2005: Skin (Fernsehserie, 8 Folgen)
- 2004: Hollywood Division (Fernsehserie, Pilotfolge)
- 2004: 101 Most Unforgettable SNL Moments (Fernsehspecial)
- 2005: Venom – Biss der Teufelsschlangen (Venom)
- 2006: Love Is the Drug
- 2006: Windfall (Fernsehserie, 13 Folgen)
- 2010: Das Leuchten der Stille (Dear John)
- 2010–2011: Detroit 1-8-7 (Fernsehserie, 16 Folgen)
- 2012: IC Places Hollywood (Fernsehserie, Folge 1x12)
- 2012: 1st Look (Fernsehserie, Folge 2x04)
- 2013: Reel Junkie (Fernsehserie, eine Folge)
- 2013: Up Close with Carrie Keagan (Fernsehserie, eine Folge)
- 2013: Vivir de cine (Fernsehserie, Folge 1x23)
- 2013: G.I. Joe – Die Abrechnung (G.I. Joe: Retaliation)
- 2014–2016: From Dusk Till Dawn: The Series (Fernsehserie, 30 Folgen)
- 2014: Matador (US-amerikanische Fernsehserie) (Folge 1x01)
- 2017: Tom Clancy’s Ghost Recon Wildlands: War Within the Cartel (Kurzfilm)
- 2019: Shazam!
- 2020: L.A.’s Finest (Fernsehserie, 4 Folgen)
- 2023: Shazam! Fury of the Gods

### Als Drehbuchautor
- 2024: Fight or Flight